# Difluor-diklórmetán
A  difluor-diklórmetán (R-12,  Freon-12, CFC-12), egy klórozott-fluorozott szénhidrogén-származék (halogénezett szénhidrogén), melyet hűtőanyagként vagy aeroszol-hajtógáznak használtak 1995-ig, amikor betiltották ózonkárosító hatása miatt (Montréali jegyzőkönyv). Szerves oldószerekben oldódik.

## Fizikai tulajdonságai
| Tulajdonság                                                | Érték                    |
| ---------------------------------------------------------- | ------------------------ |
| Sűrűség (ρ) −29,8 °C-on (gáz)                              | 6,25 kg·m-3              |
| Sűrűség (ρ) 15 °C-on (gáz)                                 | 5,11 kg·m−3              |
| Hármasponti hőmérséklet (Tt)                               | −157 °C (116 K)          |
| Hármasponti nyomás (pt)                                    | 10 Pa (0,00010 bar)      |
| Kritikus hőmérséklet (Tc)                                  | 112 °C (385 K)           |
| Kritikus nyomás (pc)                                       | 4,170 MPa (41,15 bar)    |
| Kritikus sűrűség (ρc)                                      | 4,789 mol·l−1            |
| Párolgáshő (lv)                                            | 166,95 kJ·kg−1           |
| Állandó nyomáson mért fajlagos hőkapacitás (Cp) 30 °C-on   | 74 J·mol−1·K−1           |
| Állandó térfogaton mért fajlagos hőkapacitás (Cv) 30 °C-on | 65 J·mol−1·K−1           |
| Adiabatikus kitevő (κ) 30 °C-on                            | 1,138889                 |
| Gőznyomás (η) −20 °C-on                                    | 151 kPa                  |
| Gőznyomás (η) at 0 °C                                      | 300 kPa                  |
| Gőznyomás (η) 16 °C-on                                     | 500 kPa                  |
| Gőznyomás (η) 20 °C-on                                     | 567 kPa                  |
| Gőznyomás (η) 40 °C-on                                     | 960 kPa                  |
| Kompresszibilitás (Z) 21 °C-on                             | 0,995                    |
| Viszkozitás (μ) 0 °C-on                                    | 11,68 μPa·s (0,01168 cP) |
| Hővezetési tényező (k) 0 °C-on                             | 9,46 mW·m-1·K−1          |
| Ózonbontási potenciál (ODP)                                | 1,0 (CCl3F = 1)          |
| Globális felmelegedési potenciál (GWP)                     | 8100 (CO2 = 1)           |

## Lásd még
- Halogénezett szénhidrogének